# Quy thức kiến trúc cổ Việt Nam

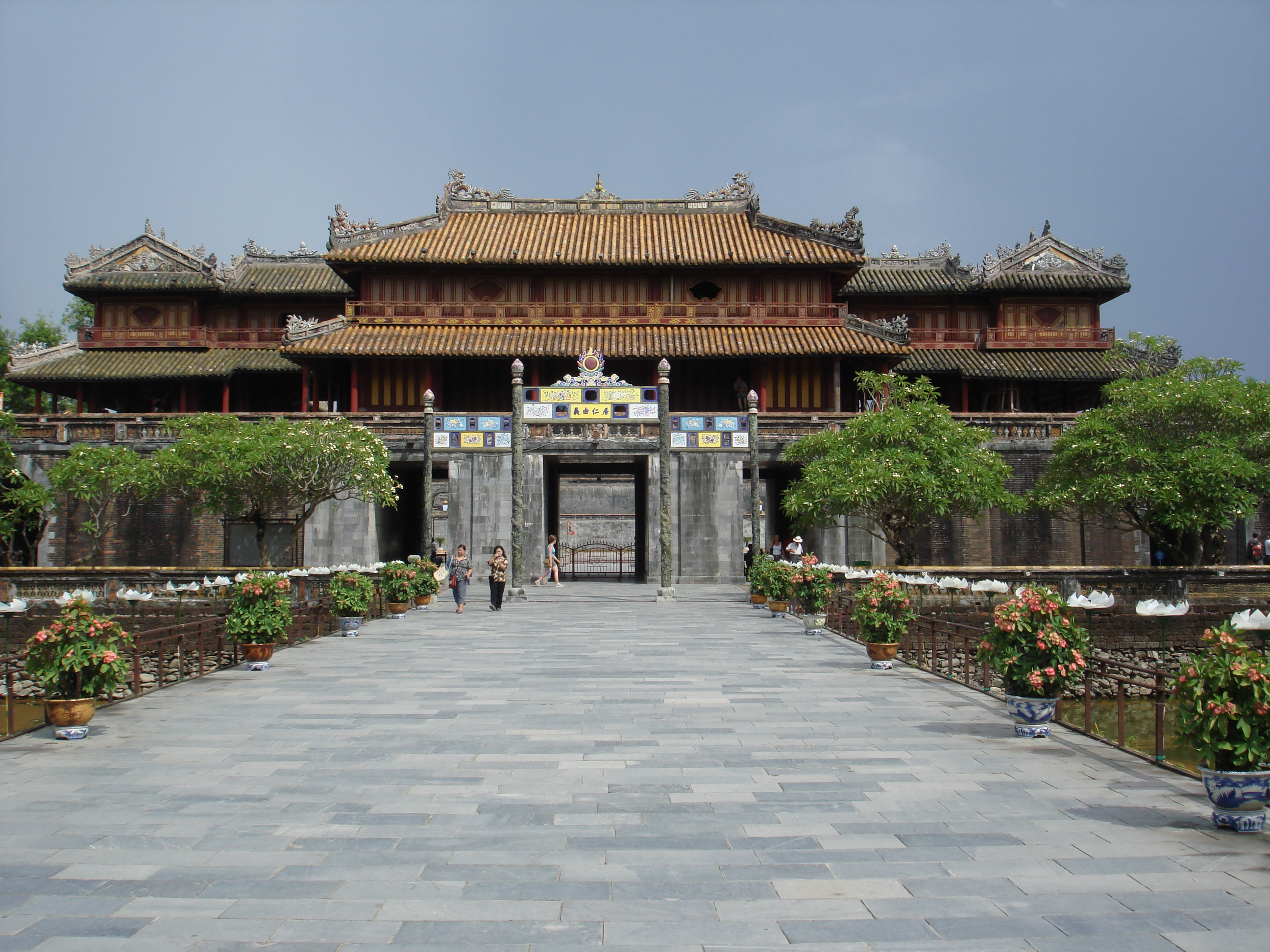
Ngọ Môn, lối vào Hoàng thành Huế, nhìn từ phía điện Thái Hòa nhìn ra

Quy thức kiến trúc cổ Việt Nam là một trật tự hoặc những quy cách thống nhất về kích thước, các tương quan tỷ lệ giữa các chi tiết, thành phần kiến trúc trong một công trình kiến trúc theo phong cách cổ điển của Việt Nam với những quy tắc, khuôn phép riêng biệt và điển hình đã được người Việt sử dụng trong lịch sử Việt Nam. Nó được đánh giá là thể hiện tài hoa, tri thức và truyền thống trong kiến trúc cổ Việt Nam.

## Sơ khởi ban đầu
Kiến trúc cổ Việt Nam còn lại không nhiều và không hẳn là những công trình tiêu biểu nhất. Tinh hoa của kiến trúc cổ Việt Nam đã bị chôn vùi sau các cuộc tàn phá triệt hạ sáp nhập văn hóa phương Nam của Trung Hoa và quy luật thời gian nên đa số những công trình cổ còn hiện hữu, có niên đại từ thời nhà Lê Trung Hưng (thế kỷ 16) đến thời nhà Nguyễn (thế kỷ 19-20). Kiến thức về kiến trúc thời Lý-Trần, vốn được xem là thời kỳ văn minh rực rỡ nhất của Đại Việt, từng sánh ngang cùng Trung Hoa phương Bắc, nhưng về di tích cổ thì số còn sót lại rất ít.
Những nền đất còn lại của các ngôi chùa từ thời kỳ này như chùa Phật Tích, chùa Dâu dù không trọn vẹn có nhiều chi tiết được thay thế vẫn chứng minh được quy mô và kỹ thuật xây cất của hai triều Lý Trần. Tuy vậy, số công trình cho đến thế kỷ 20 còn lại trên lãnh thổ Việt Nam ngày nay cũng minh định khá rõ cách thức xây dựng trong dân gian và nơi cung đình, tạo nên "quy thức kiến trúc cổ Việt Nam". Nên lưu ý nhiều giá trị văn hóa kiến trúc của Việt Nam từ trước thời Lê Trung Hưng đã không được tiếp nối, vì thế những quy thức kiến trúc này có thể sẽ không áp dụng cho các kiến trúc của các thời kỳ trước đó.

### Kiến trúc cung đình

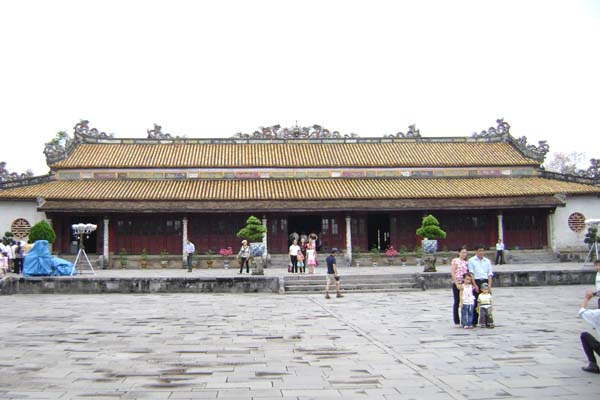
Điện Thái Hòa và sân chầu

### Kiến trúc dân gian
Kiến trúc cung đình và dân gian Việt Nam cũng lấy gỗ làm vật liệu xây dựng cơ bản và tạo đặc trưng riêng cho nền kiến trúc của mình, tương phản với kiến trúc chuộng dùng gạch hay đá của nhiều vùng khác trên thế giới như lân bang Campuchia.

## Nét đặc trưng

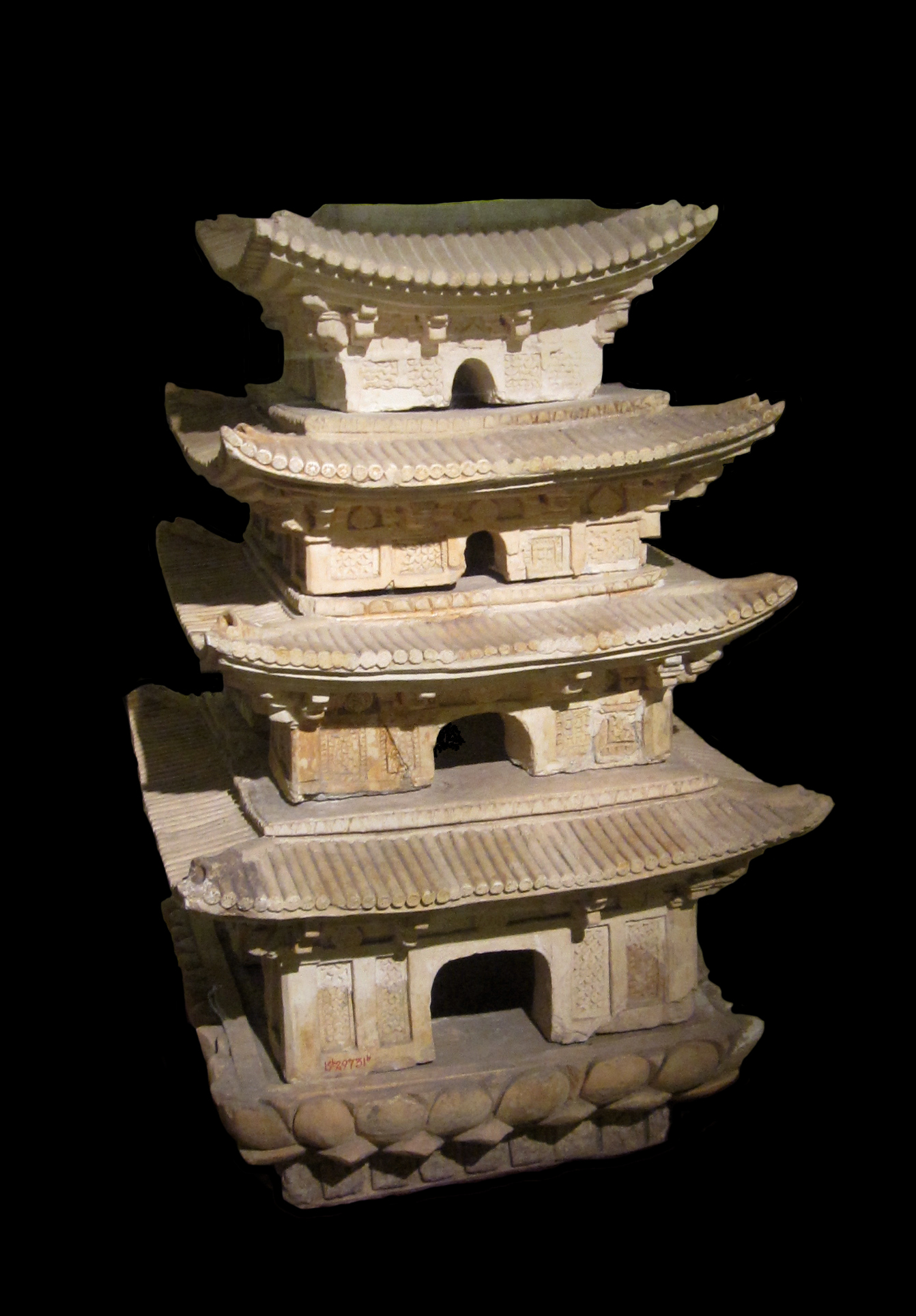
Tượng tháp chùa, cổ vật thời Lý khai quật tại khu di tích Hoàng Thành Thăng Long. Thấy rõ kết cấu đấu-củng, lợp ngói âm dương

Có ba nét đặc trưng của kiến trúc cổ Việt Nam trong nền kiến trúc gỗ cổ phương Đông:
- Dốc mái thẳng, đao cong.
- Dùng bảy, kẻ đỡ mái hiên (chủ yếu thời Lê, Nguyễn) hoặc là hệ đấu củng (chủ yếu đến hết thời Lý, Trần dần bổ sung hoặc thay thế bằng bảy/kẻ). Cả hai phương pháp tồn tại song song tùy vào trình độ người thợ mà chọn lựa thi công. Hệ đấu-củng tương đối phức tạp, có độ bền cao, về khía cạnh thẩm mỹ thì trau chuốt và đẹp hơn nên yêu cầu tay nghề người thợ cao và tỉ mỉ trong công việc.
- Cột mập to, phình ở phần giữa thân dưới

Nếu so sánh với quy thức kiến trúc cổ Trung Quốc thời Minh Thanh sẽ thấy được sự khác nhau:
- Dốc mái võng xuống
- Đỡ mái hiên chỉ dùng bằng hệ đấu-củng (còn gọi là "con sơn chồng đấu" hoặc "chồng đấu tiếp rui")
- Cột thanh mảnh, tròn đều

### Mái nhà

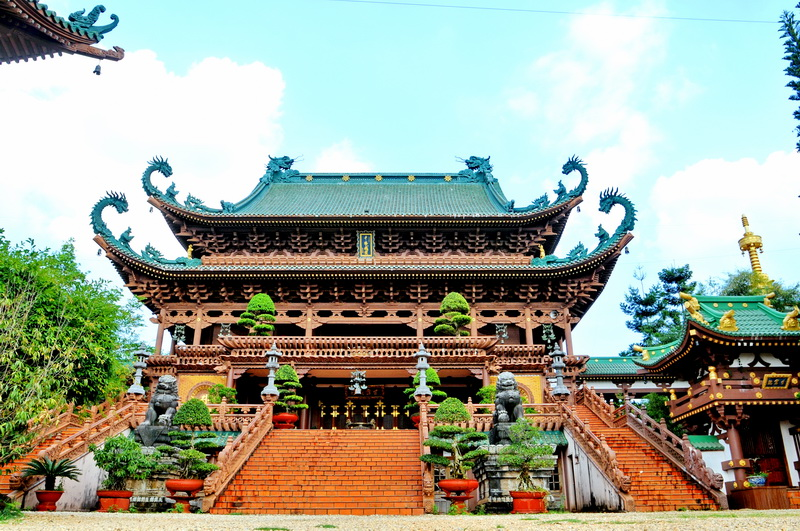
Chùa Minh Thành (Gia Lai)

Triền mái của kiến trúc cổ Việt Nam thẳng, không cong, nhưng hếch lên ở góc mái tạo sự thanh thoát. Phần mái lớn và thường chiếm tới 2/3 chiều cao mặt đứng công trình, nhất là đối với mái đình. Góc mái tức "tầu đao" làm cong uốn ngược, còn được gọi là đao quật. Trong khi đó kiến trúc Trung Hoa hay Nhật Bản tuy cũng mái cong vươn ra nhưng chỉ hơi hếch ở góc mái còn thân mái võng xuống, dốc nhiều ở đỉnh rồi xoải dần khi xuống diềm mái.
Trang trí trên mái cổ thường có các phần đặc trưng như những con giống gắn trên đầu đao, trong đó con giống luôn là hình tượng thể hiện tinh thần ngôi nhà, được làm từ đất nung hay vữa truyền thống. Tiếp theo là các bờ nóc có đặt gạch hoa chanh, đỉnh mái gắn con kìm (long nghê, hay cá chép hóa rồng) ở hai đầu bờ nóc, con sô ở chỗ bờ quyết (bờ guột), con náp, hay lạc long thủy quái. "Khu đĩ" thường để trống thông thoáng và có chạm yếm trang trí gọi là "vỉ ruồi".

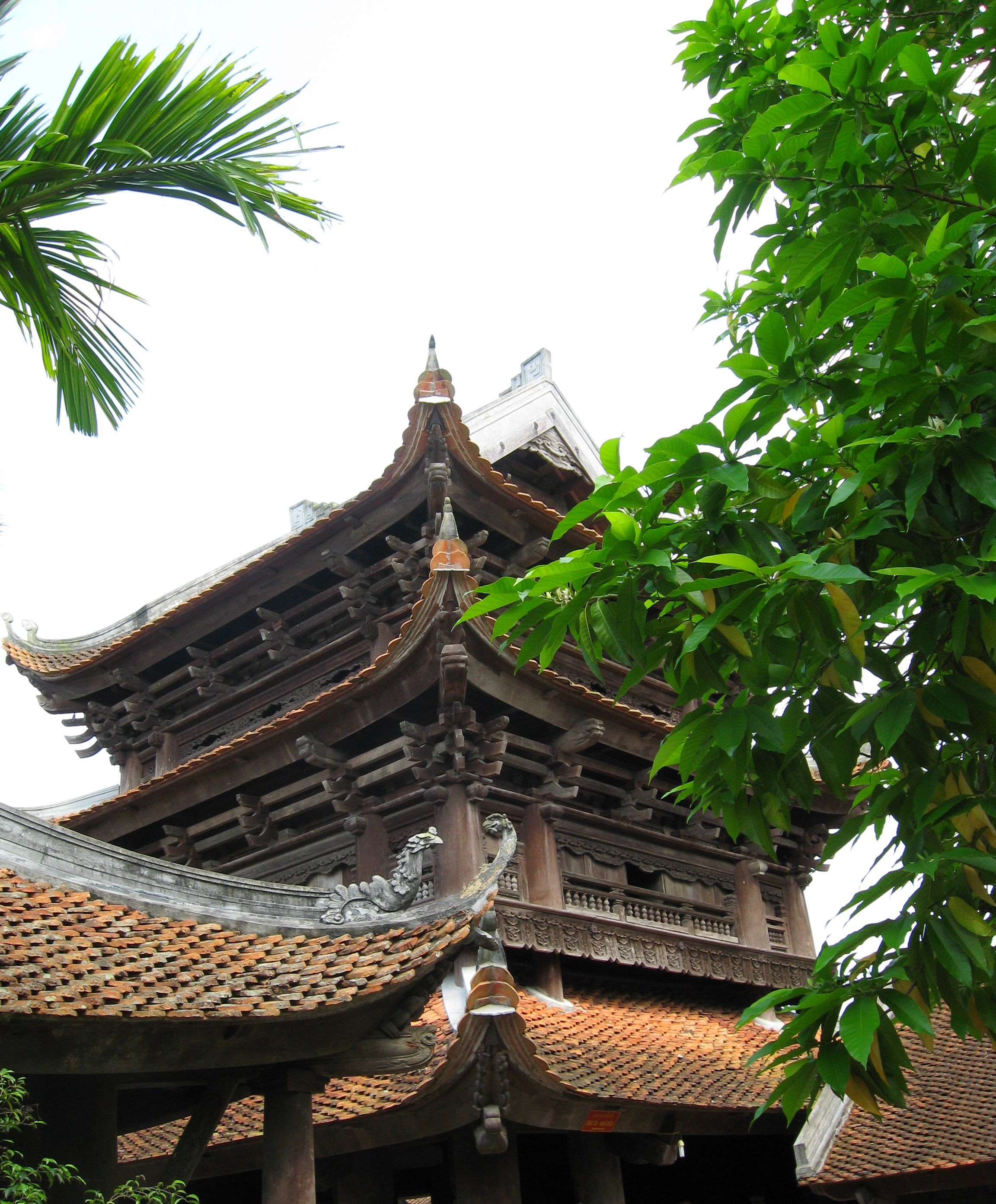
Kiến trúc hệ đấu-củng Việt Nam. Chùa Keo, Thái Bình

Hệ thống đỡ mái hiên là bằng cây Bảy/kẻ hoặc đấu-củng. Bảy/kẻ đây là một thanh gỗ đặt chéo theo triền dốc mái, khi đến diềm mái thì vươn ra bằng nguyên tắc đòn bẩy, phương pháp sử dụng đơn giản ít cầu kỳ tuy nhiên không được đánh giá cao về thẩm mỹ và độ bền kém hơn so với hệ đấu-củng. Đấu-củng ra đời trước bảy/kẻ được sử dụng nhiều trong kiến trúc Lý-Trần, tương đối phức tạp, trau chuốt và thẩm mỹ đẹp hơn Bảy/kẻ, đặc biệt có độ bền cao nên yêu cầu tay nghề người thợ giỏi, tỉ mỉ trong công việc cái mà ít người thợ Việt hiện nay có thể thực hiện được.
Ngói được sử dụng có thể là ngói âm dương (ngói lưu ly) hoặc ngói hài (ngói vảy):
- Từ xưa thì ngói âm dương đã gắn liền với các công trình kiến trúc của Việt Nam. Bạn có thể dễ dàng bắt gặp bất cứ nơi đâu trên đất Việt, từ phố cổ Hội An với những ngôi nhà cổ kính, hay những mái nhà quen thuộc nơi phố xá hay làng quê. Ngói âm dương ra đời tại Việt Nam là một thành quả, một sự sáng tạo của con người trong suốt quá trình lao động miệt mài. Đây là thành quả đáng trân trọng trong lĩnh vực kiến trúc xây dựng. Nó được sử dụng khá phổ biến trên khắp vùng miền.

Mái ngói cùng đường nét hoa văn chạm khắc nâng niu được xuất hiện từ các tỉnh miền núi phía Bắc, đến miền Trung, miền Nam. Chính mái ngói đã khiến ngôi nhà mang một vẻ đẹp hoài cổ, sang trọng, trở thành một nét đẹp văn hóa trong bản sắc người Việt. Ngói âm dương với ưu điểm độ bền cao, cấu trúc thiết kế lợp đặc biệt mang đến sự thoáng mát vào mùa hè ấm áp vào mùa đông thường được sử dụng cho các công trình hành chính nhà nước hoặc nhà tầng lớp cao, quan lại, kiến trúc tôn giáo.
- Ngói hài xuất hiện vào khoảng có niên đại TK XIII-XIV đến nay, thường được sử dụng trong kiến trúc dân gian, chi phí thấp, độ bền thường không cao, có nét tương đồng với ngói của người Khmer, Thái Lan.

### Cột
Cột là phần đỡ chính của công trình, toàn bộ khối lượng công trình đều đặt lên các cột. Cột tròn và to mập, phình ở giữa. Tiết diện của cột thường là cột thân tròn nhưng cũng có khi dùng cột vuông. Sức nặng công trình được đặt lên cột, cột đặt lên các đế chân cột chứ không chôn xuống nền và chính sức nặng của công trình làm công trình ổn định và vững vàng.
Căn nhà được xây dựng theo các vì nhà, sau đó các vì được dựng lên và nối với nhau bằng các xà ngang và xà ngưỡng tạo thành một hình hộp, sau đó là lợp mái và làm tường nhà. Vì nhà chính là đơn vị cơ bản khi nói đến kích thước ngôi nhà, giữa hai vì gọi là "gian". Vì nhà cũng là đặc trưng cho lối kiến trúc theo từng địa phương và từng thời kỳ, tuy rất trung thành với thức kiến trúc cổ Việt Nam.

### Chạm khắc
Trong thức kiến trúc cổ Việt Nam chạm trổ là phần rất quan trọng, nó thể hiện tinh thần công trình. So với kiến trúc Trung Hoa thích vẽ hình và sơn màu sặc sỡ, kiến trúc dân gian Việt Nam thường để mộc màu gỗ hay quét sơn ta bảo vệ có màu nâu, thích chạm trổ.

### Thước tầm
Trong thức kiến trúc cổ Việt Nam, tất cả các kích thước tính của công trình đều dựa theo "thước tầm", một cây thước được tính theo kích thước cơ thể gia chủ. Đây là một điều độc đáo, theo cách phân tích cái đẹp tỷ lệ thì thước tầm là modulor của kiến trúc cổ Việt Nam như modulor của kiến trúc Hy Lạp, tạo ra vẻ đẹp hình học tinh tế như độ dốc mái, tỉ lệ chiều cao mái với phần chân cột, sự thích hợp với người gia chủ.

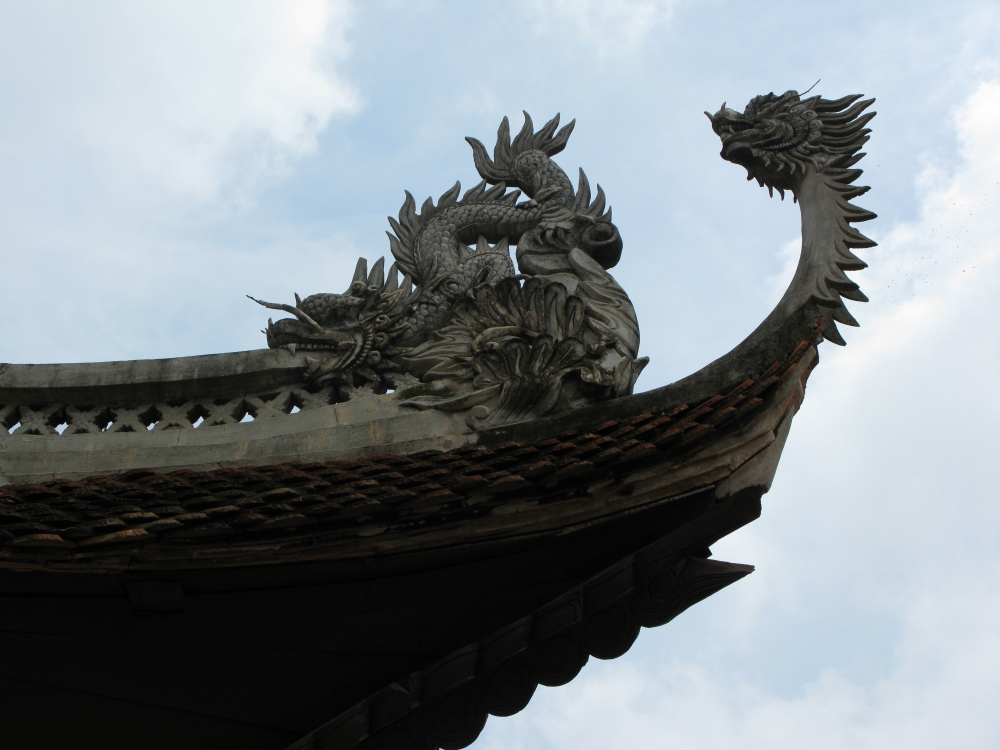
Tàu đao quật ở góc mái, gắn thêm con náp và hàng gạch hoa chanh dọc bờ guột, chùa Dận, Bắc Ninh

## Tên gọi các cấu kiện

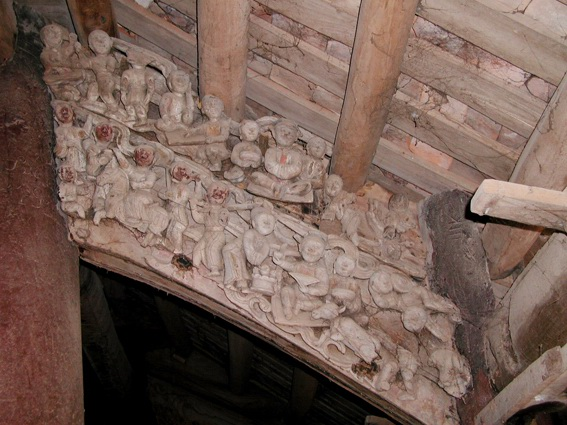
Chạm khắc trên kẻ bảy, đình Thổ Tang, Vĩnh Phúc

Khung nhà phân không gian nhà thành các gian nhà, thường có các bộ phận sau:

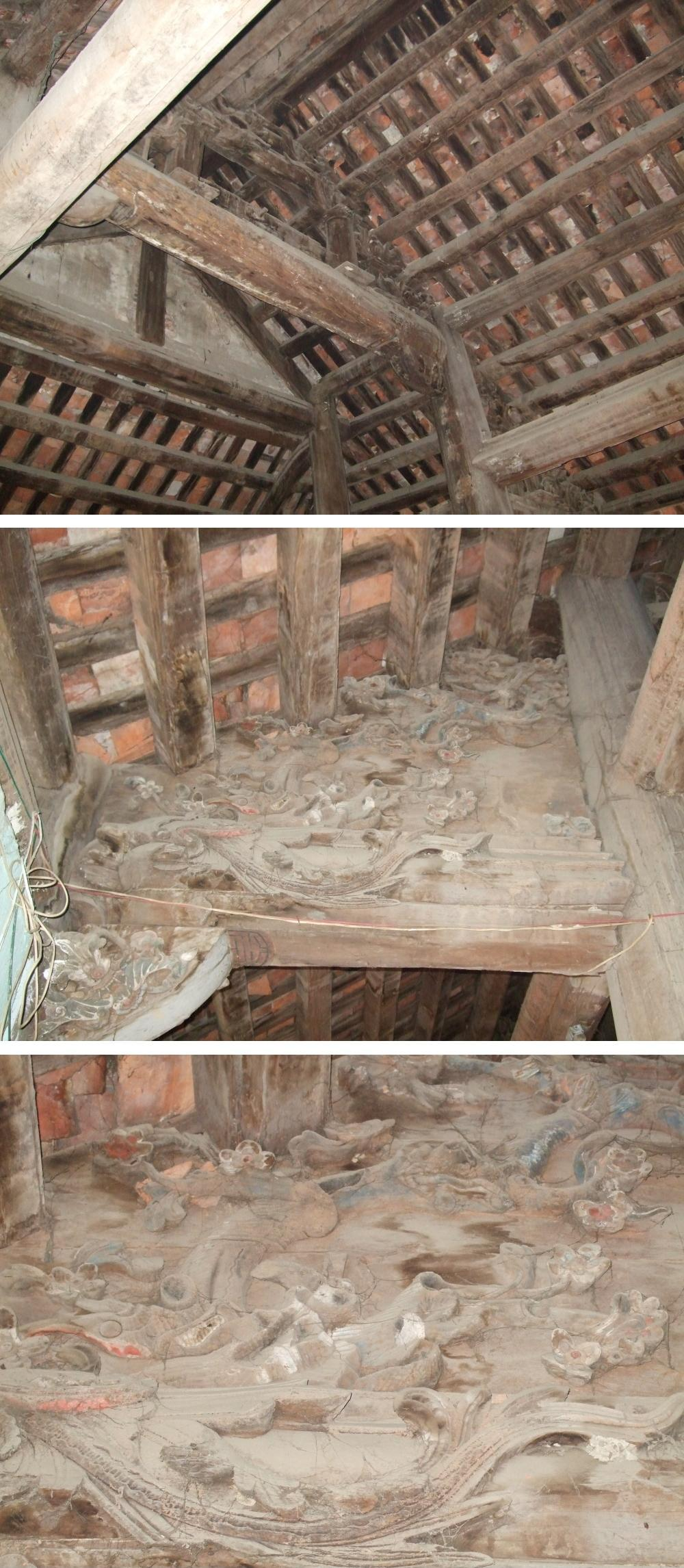
Vì kèo truyền thống với câu đầu nối hai cột cái (hình trên), chồng rường xếp trên xà nách (giữa), và chi tiết chạm khắc (dưới)

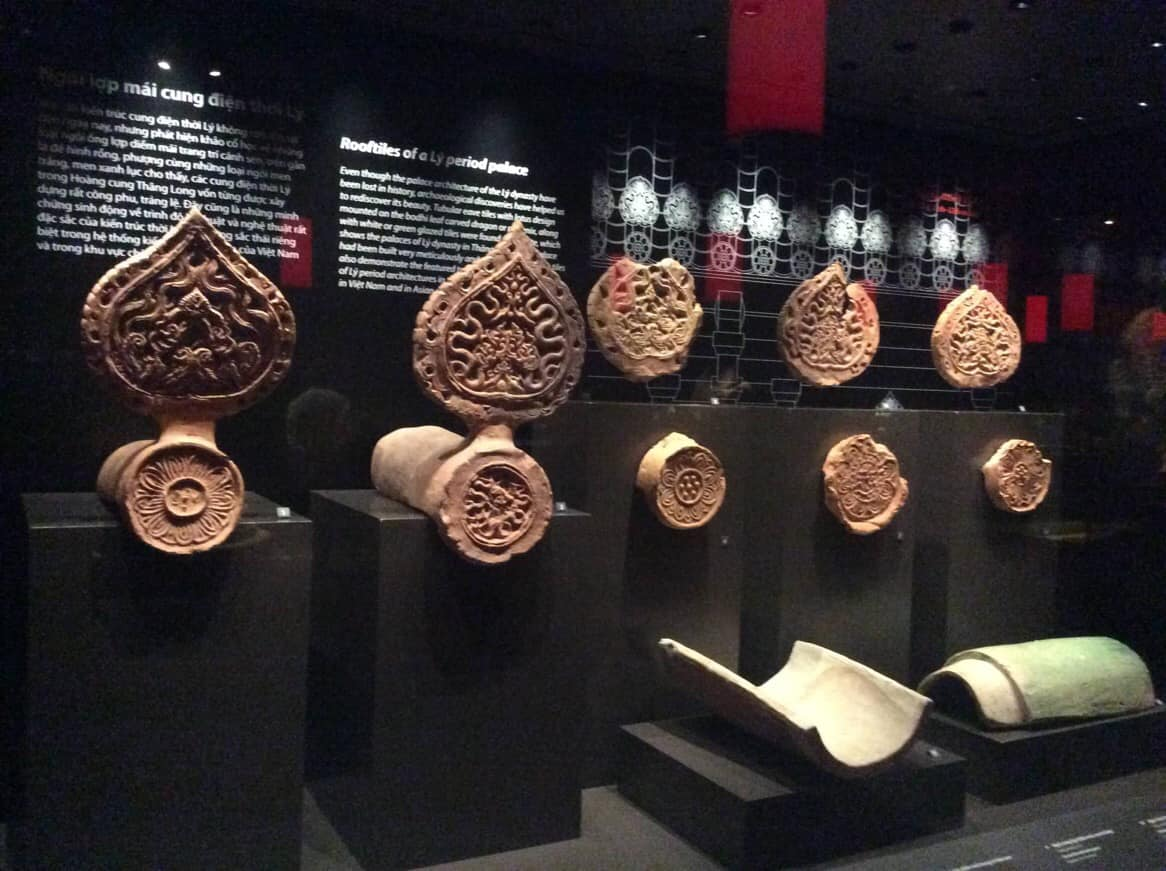
Ngói lưu ly (ngói ống, ngói lòng máng, ngói âm dương) Việt Nam khai quật tại Hoành Thành Thăng Long

- Cột là kết cấu đứng chịu nén, thường có các loại cột:
  - Cột cái: cột chính của nhà đặt ở hai đầu nhịp chính tạo chiều sâu cho gian giữa. Nối hai cột cái là câu đầu.
    - Cột quân hay cột con: cột phụ ngắn hơn cột cái, nằm ở đầu nhịp phụ hai bên nhịp chính. Khác biệt chiều cao của cột cái và cột con tạo ra độ dốc của mái nhà. Xà nách nối cột con với cột cái.

  - Cột hiên: nằm ở hiên nhà, phía trước, ngắn hơn cột con. Kẻ bảy nối cột con và cột hiên.
- Xà là các giằng ngang chịu kéo, liên kết các cột với nhau, gồm có các loại xà nằm trong khung và các loại xà nằm ngoài khung vuông góc với khung. Xà nằm trong khung, thường đặt ở cao độ đỉnh các cột quân để liên kết được cả cột cái và cột quân, gồm:
  - Xà lòng, tức câu đầu hay chếnh: liên kết các cột cái của khung;
  - Xà nách hay thuận: liên kết cột quân vào cột cái, trong khung.
  - Đấu củng: bao gồm hai bộ phận là "đấu" (đóng vái trò là bệ đỡ) và "củng" (giống hình khuỷu tay, đóng vài trò là tay đỡ) được dùng để dỡ kết cấu khác bên trên là mái hiên.
- Kẻ là các dầm đơn đặt theo phương chéo của mái nhà, gác lên các cột bằng liên kết mộng, thường có các loại kẻ sau:
  - Kẻ ngồi loại kẻ gác từ cột cái sang cột quân, trong khung;
  - Kẻ hiên gác từ cột quân sang cột hiên, trong khung. Một phần kẻ hiên được kéo dài đâm xuyên qua cột hiên để đỡ phần chân mái.
- Bảy hay bảy hậu hoặc bảy hiên: là dầm nằm trong khung liên kết vào cột quân phía sau nhà, đỡ phần mái vẩy phía sau. Đối với nhà ở thì tiền kẻ, hậu bảy. Đối với các công trình công cộng như đình làng, thường bốn mặt xung quanh đều có hiên thoáng không có cột hiên, nên thường dùng bảy hiên.
- Câu đầu là dầm ngang chính đặt trên cùng, khoá các đầu trên của các cột cái trong khung (gác lên các cột cái).
- Con rường hay chồng rường là các đoạn gối đỡ mái dạng dầm gỗ hộp để đỡ hoành mái, được đặt chồng lên nhau. Chiều dài của chúng thu ngắn dần cân theo chiều vát của mái, càng lên cao các con rường bên trên càng ngắn. Ở vì nóc các con rường nằm chồng lên câu đầu.
  - Con lợn còn gọi là rường bụng lợn: là con rường trên cùng, gối lên con rường bên dưới qua hai đoạn cột ngắn gọi là trụ trốn, và làm nhiệm vụ đỡ xà nóc (thượng lương). Bên dưới rường bụng lợn (giữa hai trụ trốn) là ván lá đề thường để điêu khắc trang trí. Con lợn có thể được thay bằng giá chiêng.
  - Rường cụt là loại rường nằm ở vì nách (giữa cột cái và cột quân), chúng nằm chồng trên xà nách, chúng cũng đỡ hoành và vẫn thu dần chiều dài khi lên cao theo độ dốc mái.

Các loại xà nằm ngoài khung gồm có:

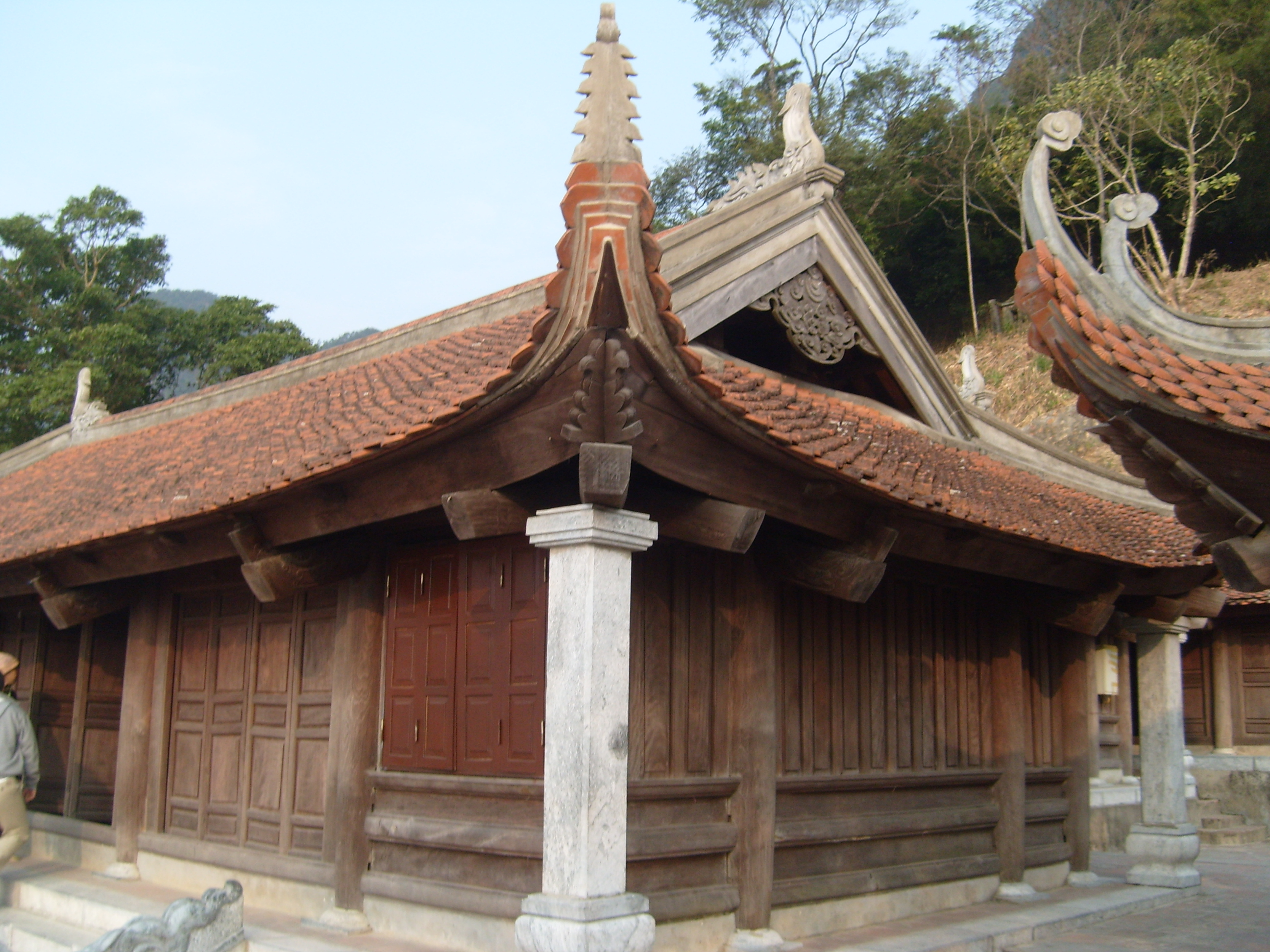
Góc tầu đao mái chùa Hoa Yên trên núi Yên Tử. Phía lộ hồi có "vỉ ruồi" che khoảng tam giác chỗ hai mái trước và sau gặp nhau

- Xà thượng liên kết đỉnh các cột cái; xà này song song với chiều dài của nhà.
- Xà hạ hay xà đại, liên kết các cột cái tại cao độ đỉnh cột quân, gần sát vị trí liên kết xà lòng, xà nách vào cột cái. Xà này cũng chạy song song với chiều dài của nhà.
- Xà tử thượng (xà trên của cột con): liên kết các cột quân của các khung ở bên trên.
- Xà tử hạ (xà dưới của cột con): liên kết các cột quân của các khung ở bên dưới, tại mức độ cao ngay trên hệ cửa bức bàn.
- Xà ngưỡng nối các cột quân ở vị trí ngưỡng cửa. Xà này đỡ hệ thống cửa bức bàn.
- Xà hiên liên kết các cột hiên của các khung.
- Thượng lương, còn gọi là đòn dông hay Xà nóc đặt trên đỉnh mái.

Các kết cấu mái:
- Hoành là các dầm chính đỡ mái đặt nằm ngang theo chiều dài nhà, vuông góc với khung nhà.
- Dui hay rui là các dầm phụ trung gian, đặt dọc theo chiều dốc mái (trực giao với hoành), gối lên hệ thống hoành.
- Mè là các dầm phụ nhỏ, đặt trực giao với dui, song song với hoành, gối lên hệ dui. khoảng cách giữa các mè là nhỏ nhất, vừa đủ để lợp ngói. Việc sử dụng hệ kết cấu hoành - dui - mè, nhằm phân nhỏ nhịp của kết cấu đỡ mái thành hệ lưới vừa đủ để lát lớp gạch màn và lợp ngói bên trên.
- Gạch màn là một loại gạch lá nem đơn bằng đất nung, có tác dụng đỡ ngói đồng thời tạo độ phẳng cho mái, chống thấm dột và chống nóng. Gạch màn ngồi trực tiếp trên lớp mè.

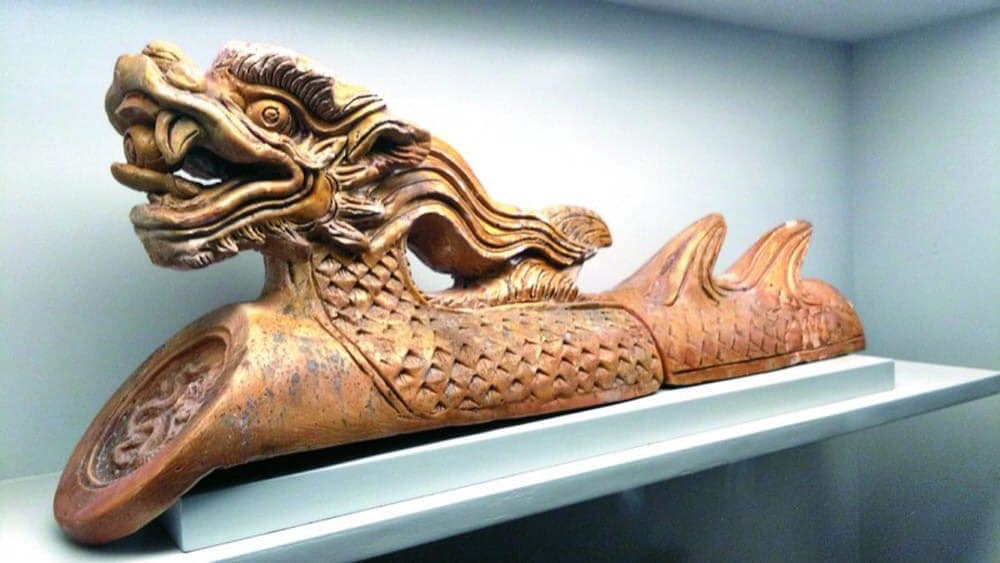
Đầu ngói hoàng lưu ly khai quật được tại hoàng thành Thăng Long. Niên đại thời Lê

- Đầu ngói hoàng lưu ly khai quật được tại hoàng thành Thăng Long. Niên đại thời LêNgói âm dương (ngói lưu ly) Từ ngàn xưa người Việt đã sáng tạo ra ngói âm dương, cấu tạo bao gồm Ngói Dương là tấm lợp nằm ngửa, còn ngói âm là ngói úp xuống ngói dương. Đón mái sẽ là các cặp ngói âm dương diềm (ngói riềm hoặc ngói diềm, đầu ngói) hay còn được gọi với tên khác như ngói câu đầu hoặc trích thủy, những cặp diềm có hoa văn tinh xảo, họa tiết khắc nổi được tạo nên bởi bàn tay khéo léo của người thợ lành nghề lão luyện, tăng độ thẩm mỹ của mái ngói, cấu tạo đặc biệt vòng nửa vòng úp đã tạo ra tác dụng tạo khoảng trống giữ khí, thông gió cho mái nhà, giúp quá trình thoát nước được dễ dàng chính cấu trúc thiết kế lợp đặc biệt này mang đến sự thoáng mát vào mùa hè ấm áp vào mùa đông. Bên cạnh đó, ngói âm dương có tuổi thọ khá cao, ước tính phải đến 50 năm mới có dấu hiệu xuống cấp.
- Ngói mũi hài hay ngói vẩy, bằng đất nung, trực tiếp chống thấm dột và chống nóng, lợp trên lớp gạch màn và cũng có thể có lớp đất sét kẹp giữa, thường dùng cho kiến trúc dân gian, nhà ở người tầng lớp thấp, loại ngói thường thấy ở kiến trúc Thái Lan, Khmer, hay lên rêu nhanh trong điều kiện ẩm thấp, mưa gió.

Các chi tiết kiến trúc khác:
- Cửa bức bàn
- Con tiện
- Dạ tàu
- Đầu đao

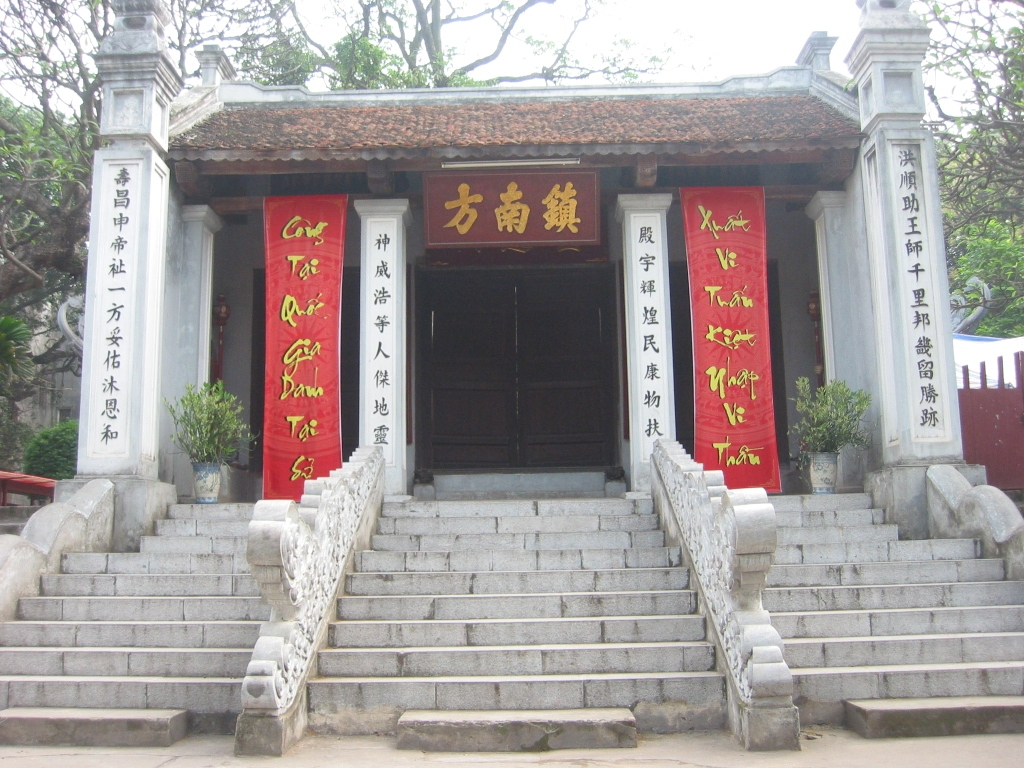
Công trình hai mái, hai đầu hồi bít đốc, đình Kim Liên, Hà Nội

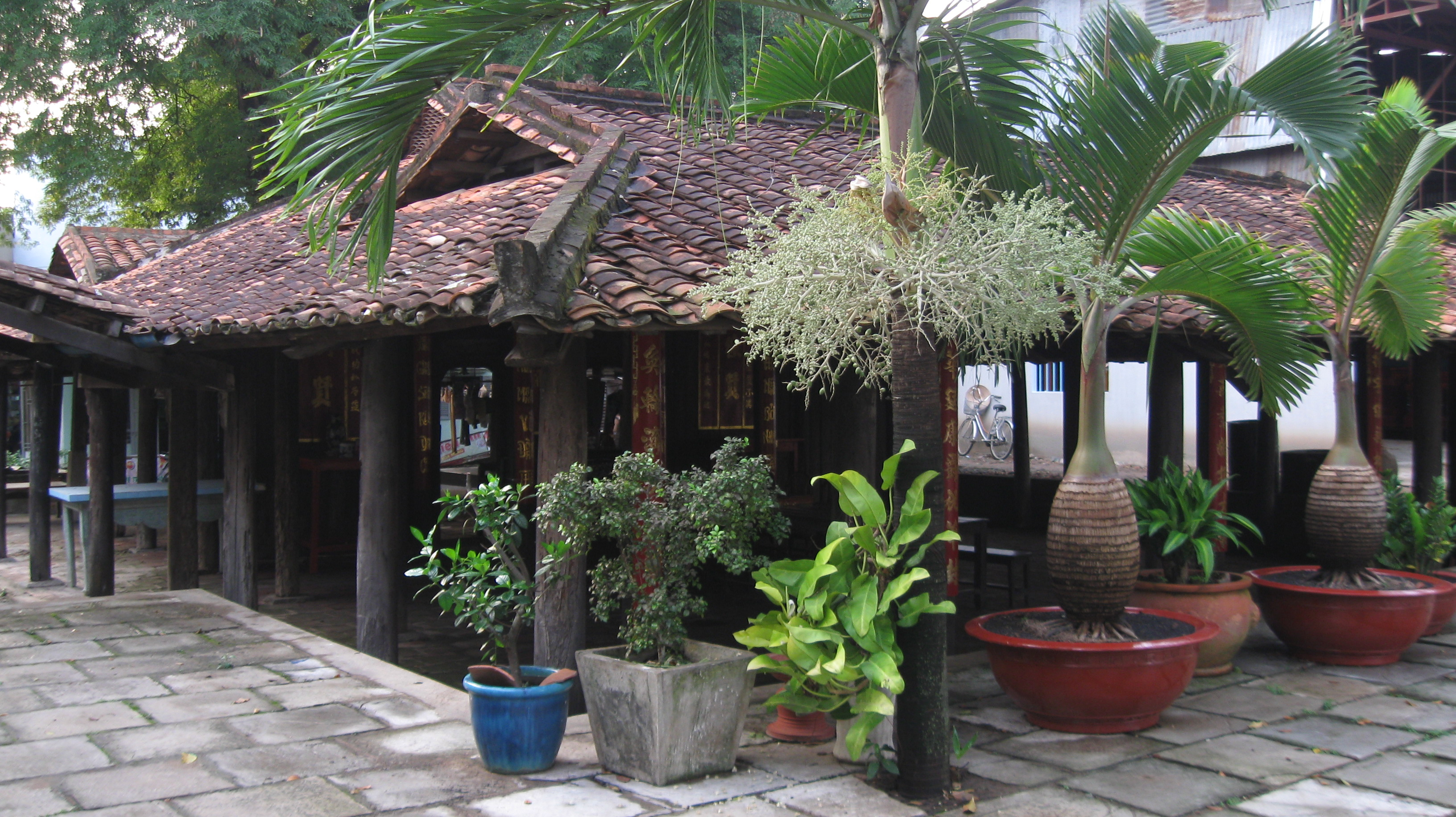
Công trình bốn mái: hai mái chính và hai mái chái ở hai đầu nhà

Căn nhà Việt cổ truyền có thể làm theo:

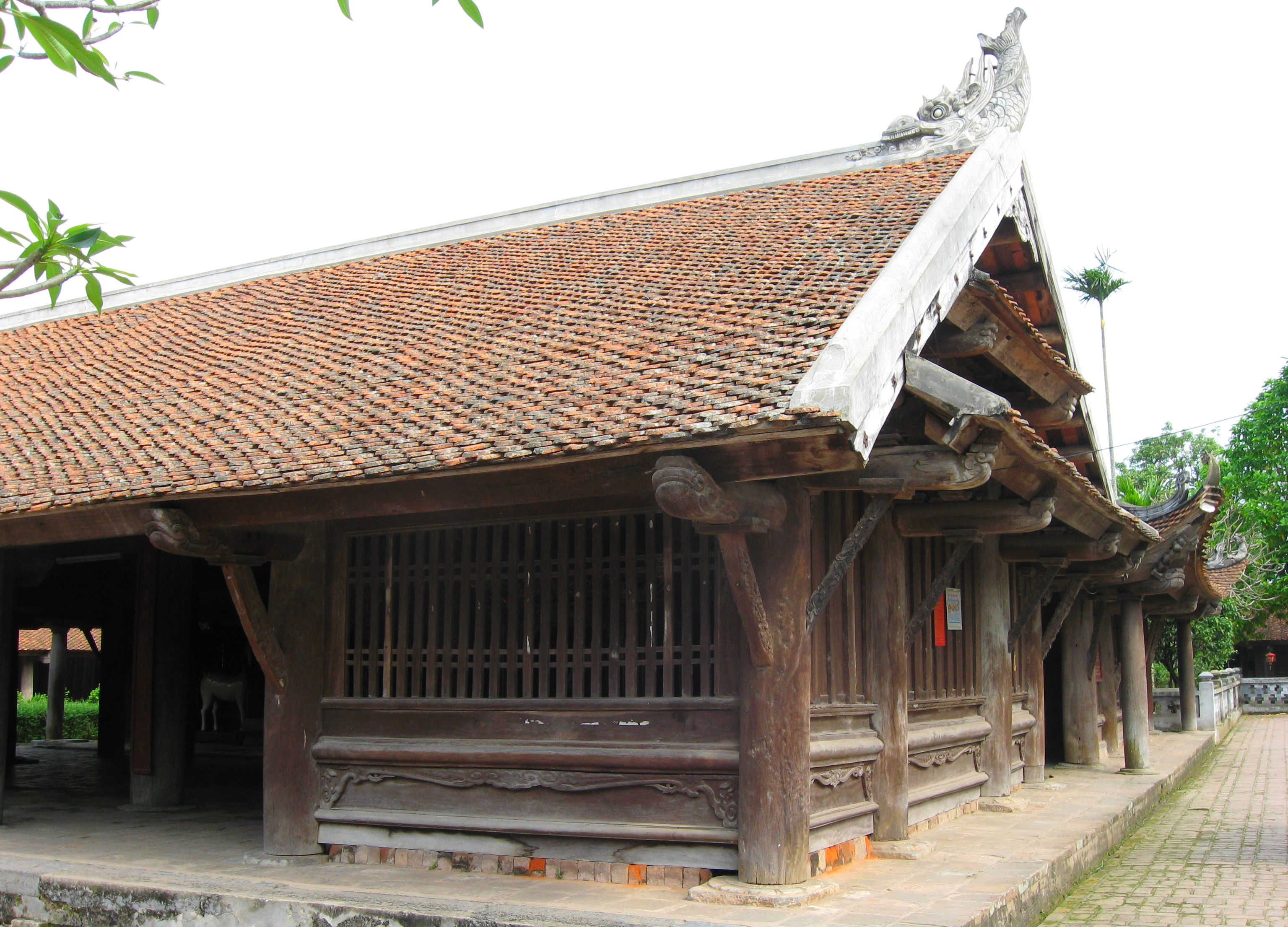
Chùa Hộ, tòa nhà hai mái lộ hồi với trang trí bờ nóc với con kìm, chùa Keo, Thái Bình

- Hình thức hai mái, hai đầu hồi bít đốc,
- Hình thức bốn mái, với hai mái phụ hai đầu hồi gọi là hai chái nhà. Mỗi chái nhà gồm có một hàng cột quân (có thể thêm một hàng cột hiên), các hàng cột này xoay vuông góc với các hàng cột trong các gian chính.
- Hình thức 8 mái chồng diêm.

Truyền thống người Việt thường làm theo nhà theo cơ số lẻ:
- Phương đình 1 gian chính giữa, bốn xung quanh hệ cột quân đẳng hướng;
- Nhà 3 gian;
- Nhà 5 gian hay nhà 3 gian 2 chái;
- Nhà 7 gian hay nhà 5 gian 2 chái;
- Nhà 9 gian hay nhà 7 gian 2 chái.

### Bộ phận trần thiết
Cửa và cửa sổ trong căn nhà cổ truyền là nơi không gian trong và ngoài tiếp giáp nhau. Nói chung thì cửa ra vào khá lớn, có khi không có cánh cửa mà để ngỏ, chỉ buông rèm hoặc có tấm liếp che. Nếu gắn cánh cửa thì có thể dùng "cửa bức bàn" bằng ván kín. Cầu kỳ hơn thì dùng cửa "thượng song hạ bản" tức là phía trên chấn song, phía dưới làm gỗ kín. Ngưỡng cửa khá cao, người ra vào phải giơ chân bước qua. Cửa sổ thì tương đối nhỏ so với cửa ra vào.